# Фонсдејл (Алабама)
Фонсдејл (енгл. Faunsdale) град је у америчкој савезној држави Алабама. По попису становништва из 2010. у њему је живело 98 становника.

## Демографија
Према попису становништва из 2010. у граду је живело 98 становника, што је 11 (12,6%) становника више него 2000. године.
| Група             | 2000.      | 2010.      |
| Белци             | 47 (54,0%) | 66 (67,3%) |
| Афроамериканци    | 40 (46,0%) | 32 (32,7%) |
| Азијати           | 0 (0,0%)   | 0 (0,0%)   |
| Хиспаноамериканци | 4 (4,6%)   | 0 (0,0%)   |
| Укупно            | 87         | 98         |